# Pterolophia indistincta
Pterolophia indistincta là một loài bọ cánh cứng trong họ Cerambycidae.